# Anisostena texana
Anisostena texana är en skalbaggsart som beskrevs av Schaeffer 1933. Anisostena texana ingår i släktet Anisostena och familjen bladbaggar. Inga underarter finns listade i Catalogue of Life.